# Слівково
Слівково (пол. Śliwkowo) — село в Польщі, у гміні Ваґанець Александровського повіту Куявсько-Поморського воєводства.
Населення — 179 осіб (2011).
У 1975-1998 роках село належало до Влоцлавського воєводства.

## Демографія
Демографічна структура станом на 31 березня 2011 року:
|          | Загалом | Допрацездатний вік | Працездатний вік | Постпрацездатний вік |
| -------- | ------- | ------------------ | ---------------- | -------------------- |
| Чоловіки | 94      | 22                 | 65               | 7                    |
| Жінки    | 85      | 18                 | 42               | 25                   |
| Разом    | 179     | 40                 | 107              | 32                   |